# Anzano di Puglia
Anzano di Puglia est une commune italienne de la province de Foggia dans la région Pouilles en Italie.
| Province   | Foggia (FG)                          |  |
| Région     | Puglia                               |  |
|            |                                      |  |
| Population | 1 126 habitants (01/01/2021 - Istat) |  |
| Superficie | 11,01 km2                            |  |
| Densité    | 102,23 hab/km2                       |  |

## Administration
| Période                                  | Période | Identité | Étiquette | Qualité |
| ---------------------------------------- | ------- | -------- | --------- | ------- |
|                                          |         |          |           |         |
| Les données manquantes sont à compléter. |         |          |           |         |

### Hameaux
Mastralessio, Carifano, Morra, Nocelle, Lo Russo, Losciarpo

### Communes limitrophes
Monteleone di Puglia, San Sossio Baronia, Sant'Agata di Puglia, Scampitella, Vallesaccarda, Zungoli